# Mr. Flash
Pour les articles homonymes, voir Bousquet et Flash.
Mr. Flash, de son vrai nom Gilles Bousquet (prononcé en français : [ʒil buskɛ]), est un producteur et DJ français de musique électronique. Il signe avec le label de musique électronique français Ed Banger Records en 2003, et sort le morceau Radar Rider, qui était également la première sortie du label,,. En 2014, il sort son premier album Sonic Crusader. 
En 2024, Mr. Flash sort Santa Cruz, un album de bande sonore imaginaire en quantités très limitées, qui est également le premier disque officiel de Heartbreakers Records.

## Biographie
Gilles Bousquet, connu professionnellement sous le nom de Mr. Flash, commence son éducation musicale au Conservatoire de musique français, où il apprend la théorie musicale et le piano. Il intègre ensuite la Tama Drum School à Aix-en-Provence, obtenant son diplôme après 10 ans de pratique de la batterie. Dès son jeune âge, il aspirait à travailler dans l'industrie du film, influencé par son père qui dirigeait une société cinématographique en Algérie dans les années 1960.
Après avoir terminé ses études en 1990, Mr. Flash étudie le cinéma et l'art à l'Université Sorbonne-Paris[Laquelle ?]. Il travaille à plein temps comme machiniste sur des clips, des publicités, des courts métrages et des films. Huit ans plus tard, il rejoint Delabel (une sous-division de Virgin Records) en tant qu'assistant DA, rencontrant plusieurs musiciens du mouvement French touch, dont Motorbass et Air. Il apprend les rudiments techniques des enregistrements en studio et du développement des carrières artistiques. Pendant son temps libre, il mentionne avoir gardé sa passion musicale vivante en faisant de simples démos pour son propre plaisir en utilisant un échantillonneur Akai sans objectifs spécifiques.
En 1999, Mr. Flash rencontre le groupe français de hip-hop TTC, et produit leur premier single indépendant Game Over '99, qu'il produit et qui les amène à l'intérêt de Big Dada (sous-label hip-hop de Ninja Tune) qui sort leur album Ceci n'est pas un disque pour lequel il a produit et enregistré 7 morceaux.
En 2000, Mr. Flash sort son premier EP indépendant, Le Voyage fantastique, avec Mike Ladd. Après avoir rencontré Pedro Winter en 2003, alors manager de Daft Punk, le morceau Radar Rider de Mr. Flash est devenu la première sortie sur le label Ed Banger Records de Winter. Mr. Flash produit des morceaux pour divers artistes, dont Mos Def, et produit l'album My God Is Blue de Sébastien Tellier en 2012. En 2018, il sort The Wild, The Beautiful and the Damned, le premier EP du groupe Faded Away, formé avec Nic Nicola.
Des morceaux clés comme Motorcycle Boy, Disco Dynamite, Flesh, Midnight Blue, T.R.O.Y., Couscous, Domino Part A/B, et Sonic Crusader mettent en évidence son style de mélange de genres. Mr. Flash sort son premier album, Sonic Crusader, en 2014. Il déménage à Los Angeles, aux États-Unis, pendant cinq ans et est retourné en France en 2020. Il fonde ensuite son propre label, Heartbreakers Records, qu'il décrit comme « la continuation parfaite de sa carrière musicale ». Utilisant toutes les compétences qu'il a apprises au cours de ces années (du graphisme au montage vidéo en passant par les productions musicales) et « conçu comme un moyen de restaurer le sentiment d'exclusivité que la musique avait autrefois », il décide de tout produire lui-même, donnant vie à son côté graphique tout en étant la suite logique de sa musique, du producteur au consommateur.
En 2024, Mr. Flash sort Santa Cruz, un album de bande sonore imaginaire, comme première sortie officielle de Heartbreakers Records.

## Discographie

### Albums studio
- 2014 : Sonic Crusader (Ed Banger Records)
- 2024 : Santa Cruz (Heartbreakers Records)

### EP
- 2001: Le Voyage Fantastique (Lust Island)
- 2014 : Midnight Blue (featuring Surahn) (Ed Banger Records)
- 2015 : Bagheera (featuring Lady Leshurr) (Ed Banger Records)[10]

### Singles
- 1999 : Game Over ’99 b/w Trop frais ([Cro2]ozome)
- 2003 : Radar Rider" b/w F.I.S.T. (Ed Banger Records)
- 2005 : Supa Chick b/w Chop Suey (Arcade Mode)
- 2006 : Champions b/w Disco Dynamite (Ed Banger Recordss)

### Compilations et bandes son
- 2006 : Radar Rider, sur Ed Rec Vol. 1 (Ed Banger Records)
- 2007 : Disco Dynamite et Eagle Eyez, sur Ed Rec Vol. 2 (Ed Banger Records)
- 2008 : Over the Top, sur Ed Rec Vol. 3 (Ed Banger Records)
- 2013 : Reckless, sur Ed Rec Vol. X (Ed Banger Records)
- 2014 : Acceleration, Memories, Payback et Battle, sur Vandroid (Ed Banger Records)
- 2017 : Cream, bande-son du court-métrage de Clément Oberto[11],[12],[13]
- 2021 : Midnight Blue featuring Surahn (Chanel and Ed Banger Records Present Midday Midnight - Ed Banger Records)

### Productions
- 2002 : Reckless, sur Ed Rec Vol. X (Ed Banger Records)
- 2007 : TTC - Nonscience, Teste ta compréhension, Subway, Pollutions, Champagne Sans Bulles, Leguman, Coffee Shop de Ceci n'est pas un disque (Big Dada)
- 2009 : Mos Def - Life in Marvelous Times, The Embassy, Worker's Comp de The Ecstatic (Downtown Records)
- 2012 : Sébastien Tellier - My God Is Blue (Record Makers)
- 2017 : Faded Away - The Wild, the Beautiful and the Damned (EP) (Mr. Flash and Nic Nicola)[14]

### Remixes
- 2005 : Zongamin - Bongo Song (Mr. Flash Type C Remix)
- 2008 : Mr. Oizo - Negatif (Mr. Flash Remix)
- 2008 : Masta Ace - Sittin' on Chrome (Mr. Flash Sittin' on Cr02 RMX)
- 2009 : Kanye West - Paranoid (Mr. Flash Remix)
- 2010 : Darwin Deez - Up in the Clouds (Mr. Flash Remix)